# Țesut nervos

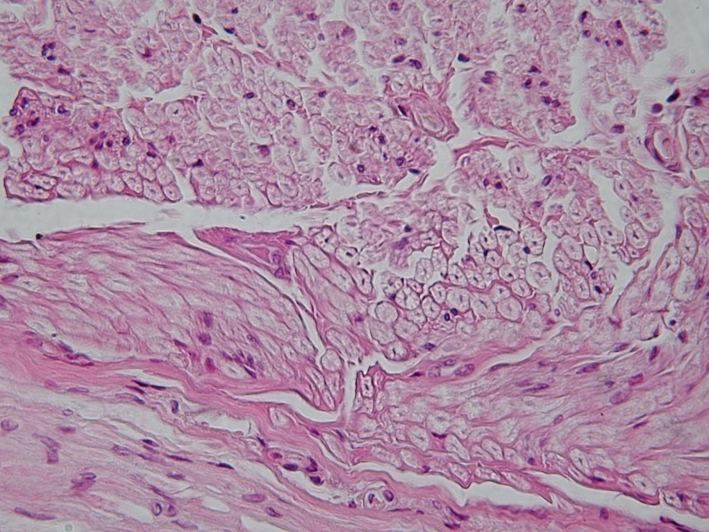
Exemplu de țesut nervos

Țesutul nervos este alcătuit din neuroni și celule gliale.

## Neuronul
Neuronul - unitatea de structură a sistemului nervos - este formată din corpul celular și prelungiri: dendrite și axoni. Dendritele și axonii constituie căile de conducere în nevrax a sensibilității și motilității, precum și nervi spinali (micști) și cranieni (senzitivi, motori și micști).

## Structura neuronului

### Corpul celular
- Formează substanța cenușie a nevraxului si este delimitat de neurilemă.
- În neuroplasmă se află: 
  - mitocondrii
  - reticulul endoplasmatic
  - aparatul Golgi
  - lizozomi
  - neurofibrile (cu rol de sustinere si transport)
  - corpi Nissl (cu rol in sintezele neuronale)
  - nucleul (unic, situat central).

### Axonul
- Axonul este o prelungire unică, obligatorie, delimitată de axolemă. De asemenea, poate atinge o prelungire de 1 metru lungime.
- axoplasma conține mitocondrii, lizozomi, neurofibrile.
- Axonul conduce influxul nervos eferent (centrifug).
- Axonul este protejat de trei teci: 
  - de mielină (în interior)
  - teaca Schwann
  - teaca Henle (în exterior)

#### Teaca Henle
- Este formată din substanță fundamentală amorfă și fibre conjunctive așezate în rețea.
- Este situată la exterior și are rol trofic și protectiv.

#### Teaca Schwann
- Este formată din celule gliale.
- Este dispusă concentric în jurul tecii de mielină.
- Între două celule Schwann se află o strangulație Ranvier.
- Secretă teaca de mielină și conduce saltatoriu influxul nervos.

#### Teaca de mielină
- Este secretată de celulele gliale Schwann sau de oligodendrologie; are rol nutritiv, de protecție și izolator.
- Depusă sub formă de lamele lipoproteice concentrice, albe, în jurul fibrei axonice (axoni mielinizați).
- Fibrele postganglionare vegetative și fibrele sistemului somatic, cu diametru de sub 1 micron si viteză lentă de conducere, sunt amielinice și înconjurate numai de celulele Schwann, care au elaborat o cantitate mică de mielină, vizibilă doar la microscopul electronic.

##### Strangulația Ranvier
Între două celule Schwann se află o regiune nodală numită strangulație Ranvier.

### Ramificații axonale butonate
Butonii terminali conțin neurofibrile, mitocondrii și vezicule cu mediatori chimici cu rol în transmiterea influxului nervos prin intermediul sinapselor.